# Gabriel Glorieux
Gabriel Hector Glorieux (11 de junho de 1930 — 20 de agosto de 2007) foi um ciclista belga, que participava em competições de ciclismo de pista. Representou seu país, Bélgica, na prova tandem nos Jogos Olímpicos de Verão de 1952, terminando na décima posição. Na perseguição por equipes de 4 km, finalizou em quinto lugar.